# Rhaphium turanicola
Rhaphium turanicola är en tvåvingeart som först beskrevs av Stackelberg 1927.  Rhaphium turanicola ingår i släktet Rhaphium och familjen styltflugor. Inga underarter finns listade i Catalogue of Life.